# Ettore Corbelli
Ettore Corbelli (né le 6 décembre 1886 et mort à une date inconnue) était un joueur de football italien, qui évoluait au poste d'attaquant.

## Biographie
Ettore Corbelli commence sa carrière en 1905 avec la réserve du club de la Juventus, avec qui il remporte le championnat de la Seconda Categoria 1905 (aujourd'hui équivalent de la seconde division).
Il fait ses grands débuts en équipe première le 21 janvier 1906 contre le Genoa (match nul 0-0). Sa carrière connaît ensuite une longue pause à la suite d'une grave blessure survenue lors d'une rencontre contre le Milan, qui força Corbelli à s'éloigner des terrains pendant environ trois ans. 
Il reprend la compétition en 1909 et dispute sa dernière rencontre avec les bianconeri le 29 octobre 1911 lors d'une défaite 4-0 contre le Milan. Au total, il a joué avec la Juve 20 matchs et inscrit un but (contre le Torino le 2 avril 1911).

## Palmarès
Juventus
- Championnat d'Italie :
  - Vice-champion : 1906.

## Statistiques de club
| Saison         | Club           | Championnat     | Championnat | Championnat |
| Saison         | Club           | Compétition     | Matchs      | Buts        |
| -------------- | -------------- | --------------- | ----------- | ----------- |
| 1906           | Juventus       | Prima categoria | 5           | 0           |
| 1909           | Juventus       | Prima categoria | 2           | 0           |
| 1910-1911      | Juventus       | Prima categoria | 9           | 1           |
| 1911-1912      | Juventus       | Prima categoria | 4           | 0           |
| Total Juventus | Total Juventus |                 | 20          | 1           |
| Total carrière | Total carrière |                 | 20          | 1           |